# 기아 니로
기아 니로(Kia Niro)는 기아의 전륜구동 소형 스포츠 유틸리티 자동차로, 대한민국에서 최초로 선보인 전륜구동 하이브리드 및 전기 SUV이다. 차명인 니로는 극대화된 친환경 기술력을 연상시키는 Near Zero(제로에 가까운)와 한층 강화된 친환경 차종의 위상을 상징하는 Hero(영웅)에서 따왔다.

## 1세대(DE)

### 니로(2016년3월~2019년3월)

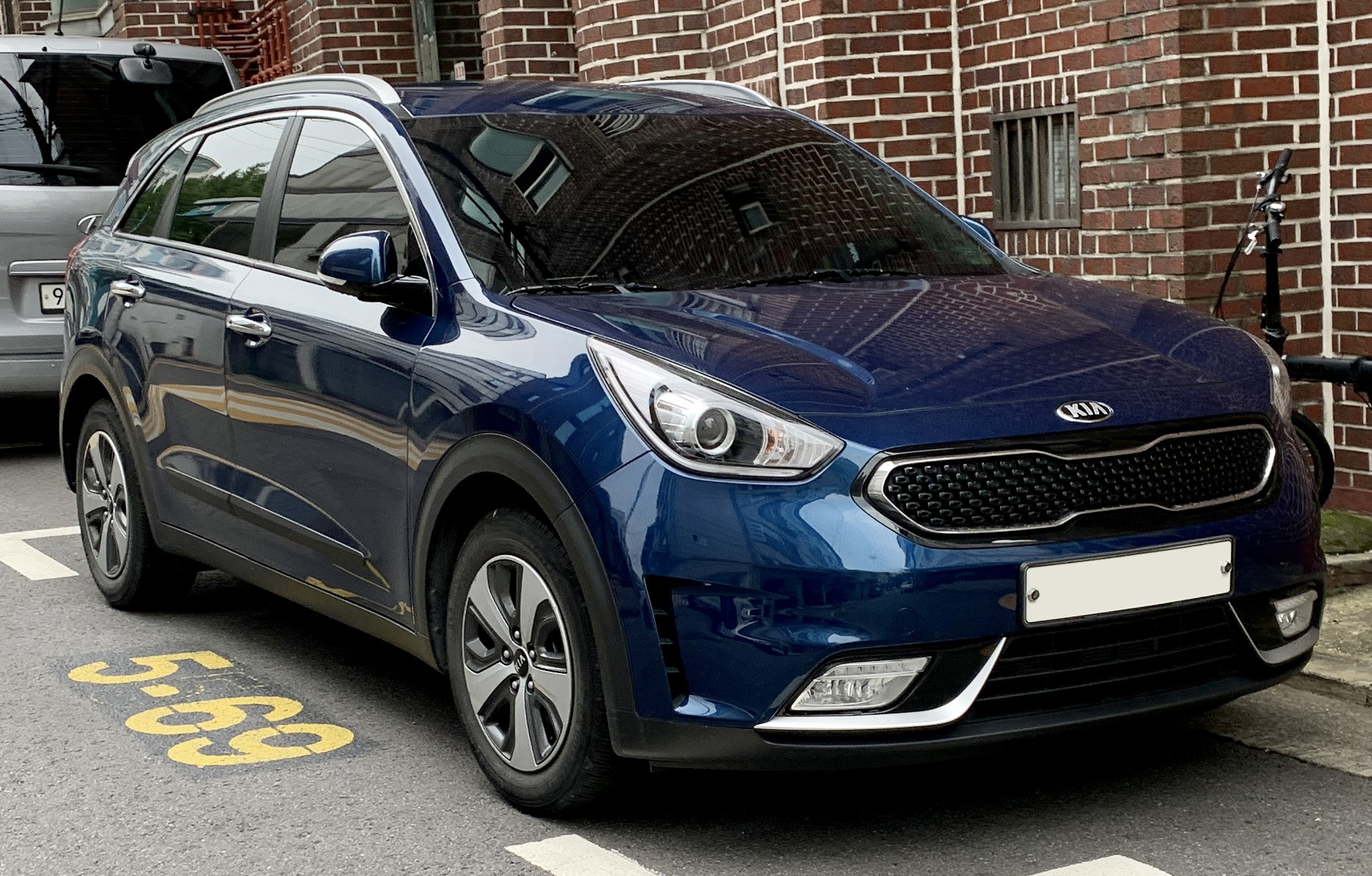
기아 니로 정측면

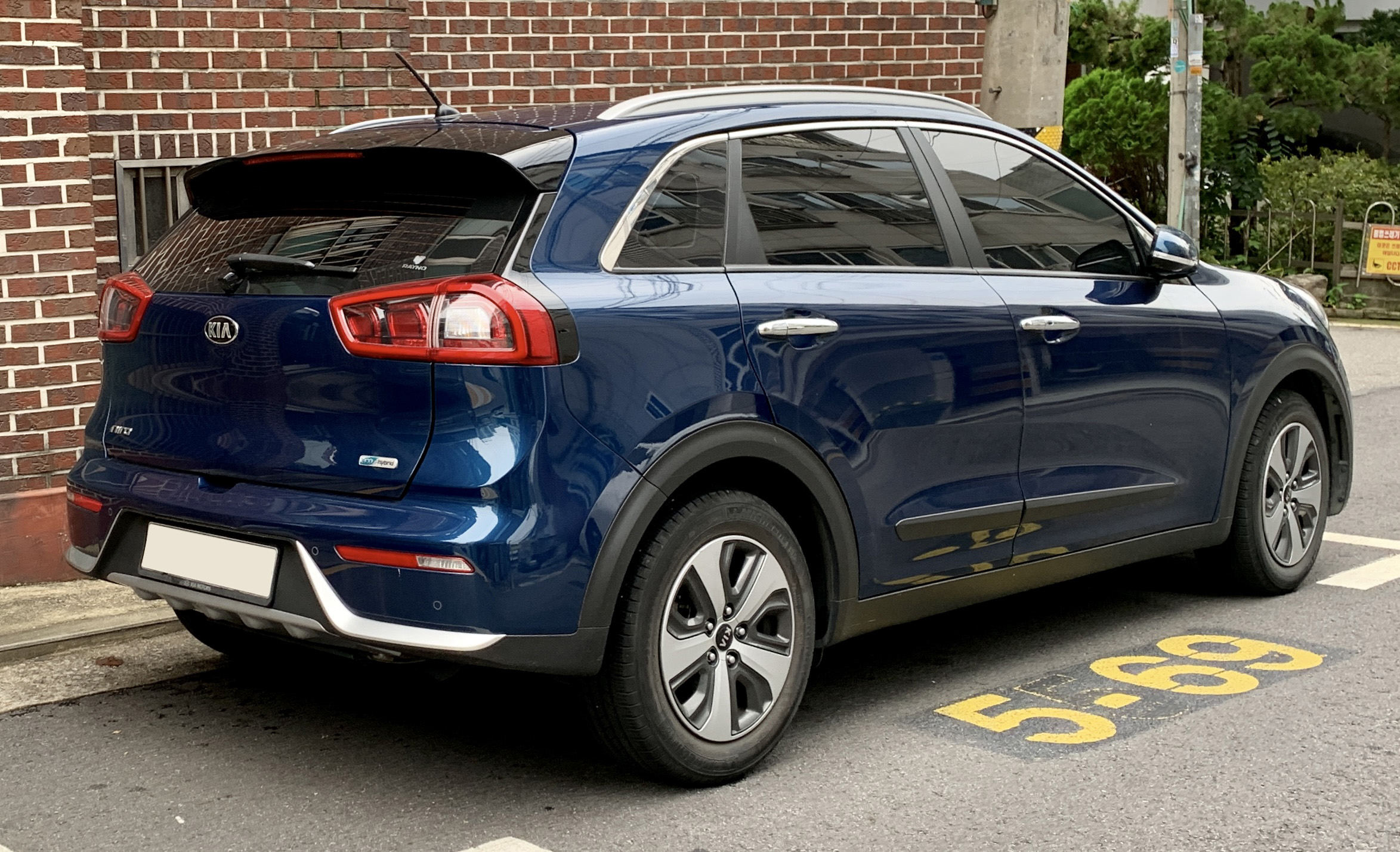
기아 니로 후측면

2016년 3월 29일에 출시되었다. 2013년 9월에 개최된 프랑크푸르트 모터쇼에서 기아자동차의 유럽 디자인 센터에서 제작한 10번째 콘셉트 카로 처음 선보였고, 양산형의 렌더링 이미지는 2015년 11월에 공개되었다. 2016년 1월에 개최된 디트로이트 모터쇼에서 티저 이미지가 공개되었고, 같은 해 2월에 개최된 시카고 모터쇼에서 양산형이 출품되었다. 1.6ℓ 카파 GDI 엔진에 6단 DCT가 적용되었고, 여기에 전기 모터가 결합된다. 앞 범퍼 좌우에 에어 커튼이 적용되어 공력 성능을 향상시켰다. 후방 카메라를 와이퍼 마운트에 삽입하여 군더더기 없는 매끈한 이미지를 더하였다. 스티어링 휠, 도어 트림, 에어벤트 등 시선이 많이 머무는 곳에 블랙 하이 그로시가 적용되어 고급감을 높였고, 배터리를 2열 시트 아래에 배치하여 넉넉한 실내 공간을 확보하였다. 앞좌석 어드밴스드 에어백을 포함한 7개의 에어백이 적용되었고, 초고장력 강판의 적용 비율은 차체의 53%에 이른다. 구조용 접착제를 140m 사용하였고, 승객실 핫스템핑 강판을 채택하는 등 차체 연결 구조와 비틀림 강성을 높였다. 원래 차는 아이오닉과 같은 하이브리드 형태의 준중형 해치백으로 나오려고 했다.
2017년 5월 15일에는 플러그인 하이브리드를 추가했다. 앞·뒤 범퍼의 블루 컬러 포인트, 반광 크롬 라디에이터 그릴 등을 통하여 차별화를 꾀하였다. 1회 완속 충전 시 EV 모드만으로 최대 40km의 주행이 가능한 효율의 리튬 이온 폴리머 배터리가 적용되었으며, 하이브리드 모드의 주행거리 800km를 포함하면 총 840km의 장거리 주행이 가능하다. 이에 따라 방전 걱정 없이 사용자의 주행 상황에 따라 경제성을 대폭 향상시킬 수 있다. 쏘나타, K5, 아이오닉 플러그인 하이브리드가 단종된 후에는 유일하게 남은 국산 플러그인 하이브리드 모델이며, 타 사양에 비해 상대적으로 판매량이 적어서 한동안 단종설이 있었으나 1세대가 단종될 때까지 내수에서 모델을 유지했다. 2021년에 나온 부분변경 모델은 플러그인 하이브리드를 최고급형인 시그니처 트림에만 적용했다. 플러그인 하이브리드용 220V 충전용 5핀 케이블은 옵션이었다가, 2021년의 부분변경 때 기본으로 제공하는 것으로 바꿨다.
2018년에는 EV 사양도 나왔다. 충전 인터페이스는 DC콤보-1을 이용한다.

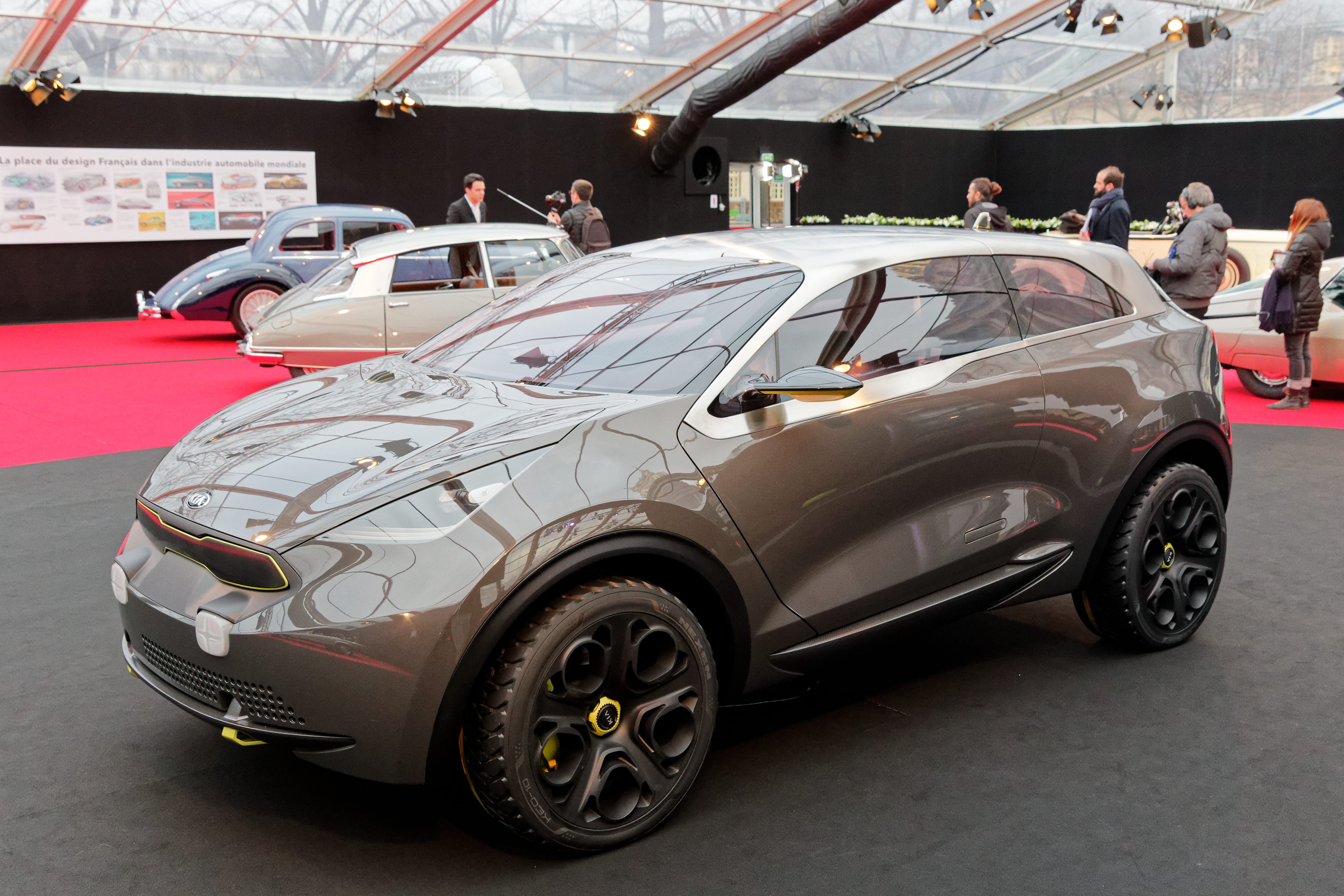
기아 니로 컨셉트 정측면
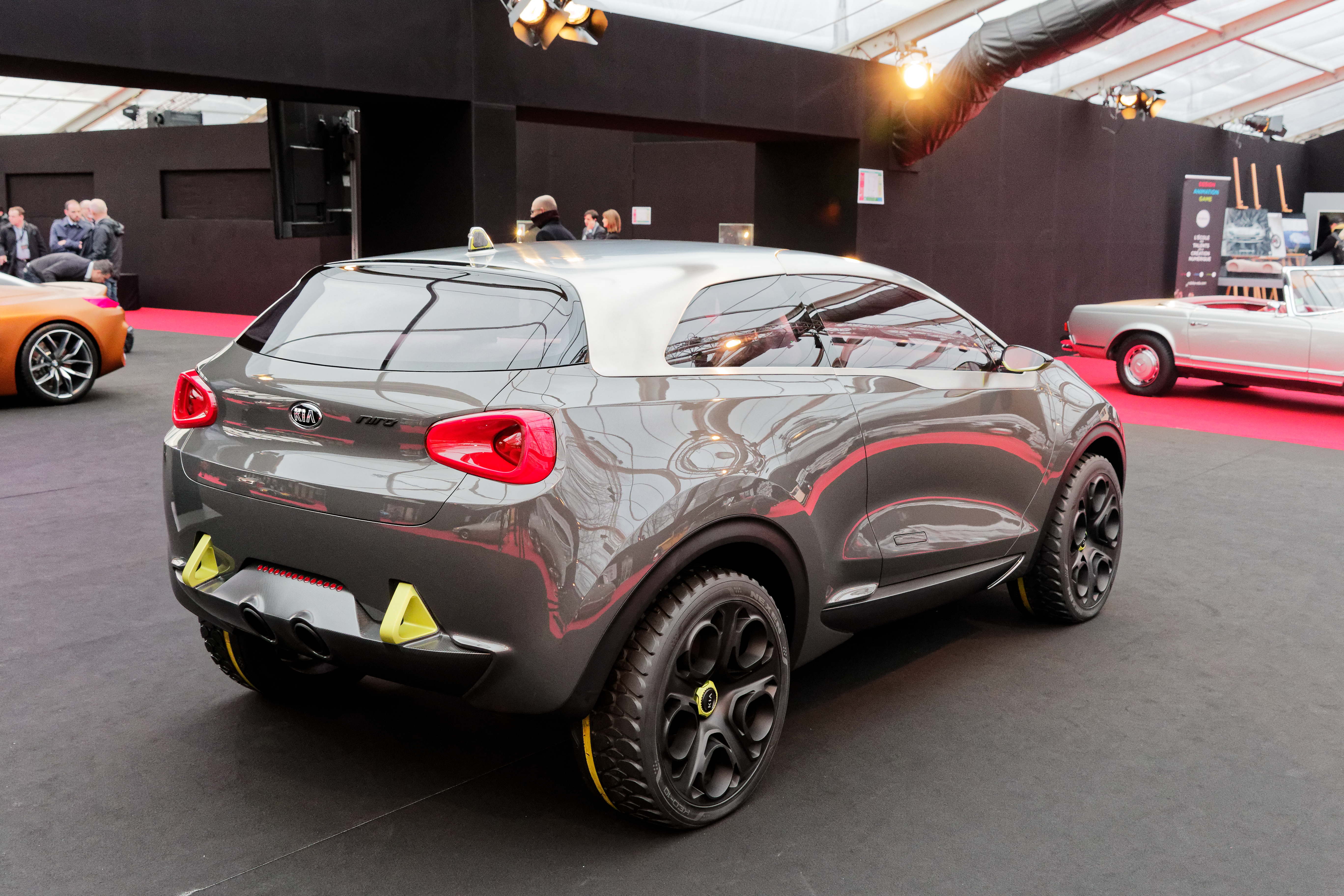
기아 니로 컨셉트 후측면

| 구분                    | 하이브리드 1.6ℓ 카파 GDI (16인치 타이어) | 하이브리드 1.6ℓ 카파 GDI (18인치 타이어) | 플러그인 하이브리드 1.6ℓ 카파 GDI (16인치 타이어) |
| ----------------------- | ---------------------------------------- | ---------------------------------------- | ------------------------------------------------- |
| 전장 (mm)               | 4,355                                    | 4,355                                    | 4,355                                             |
| 전폭 (mm)               | 1,805                                    | 1,805                                    | 1,805                                             |
| 전고 (mm)               | 1,545                                    | 1,545                                    | 1,545                                             |
| 축거 (mm)               | 2,700                                    | 2,700                                    | 2,700                                             |
| 윤거 (전, mm)           | 1,565                                    | 1,555                                    | 1,565                                             |
| 윤거 (후, mm)           | 1,579                                    | 1,569                                    | 1,579                                             |
| 승차 정원               | 5명                                      | 5명                                      | 5명                                               |
| 변속기                  | 듀얼 클러치 자동 6단                     | 듀얼 클러치 자동 6단                     | 듀얼 클러치 자동 6단                              |
| 서스펜션 (전/후)        | 맥퍼슨 스트럿/멀티 링크                  | 맥퍼슨 스트럿/멀티 링크                  | 맥퍼슨 스트럿/멀티 링크                           |
| 구동 형식               | 전륜구동                                 | 전륜구동                                 | 전륜구동                                          |
| 엔진 형식               | G4LE                                     | G4LE                                     | G4LE                                              |
| 연료                    | 가솔린+전기                              | 가솔린+전기                              | 가솔린+전기                                       |
| 배기량 (cc)             | 1,580                                    | 1,580                                    | 1,580                                             |
| 최고 출력 (ps/rpm)      | 105/5,700                                | 105/5,700                                | 105/5,700                                         |
| 최대 토크 (kg*m/rpm)    | 15.0/4,000                               | 15.0/4,000                               | 15.0/4,000                                        |
| 모터 최고 출력 (kW/rpm) | 32(43.5ps)/1,798~2,500                   | 32(43.5ps)/1,798~2,500                   | 44(60.5ps)/1,798~2,500                            |
| 모터 최대 토크 (nm/rpm) | 170(17.3kg*m)/0~1,798                    | 170(17.3kg*m)/0~1,798                    | 170(17.3kg*m)/0~1,798                             |
| 연료 탱크 용량 (ℓ)      | 45                                       | 45                                       | 43                                                |
| 요소수 탱크 용량 (ℓ)    | -                                        | -                                        | -                                                 |
| 공차 중량 (kg)          | 1,425                                    | 1,465                                    | 1,550                                             |
| 연비 (km/ℓ)             | 도심 20.1/고속 18.7/복합 19.5            | 도심 17.7/고속 16.4/복합 17.1            | 도심 19.2/고속 17.8/복합 18.6                     |
| 연비 (km/kWh)           | ―                                        | ―                                        | 도심 5.5/고속 4.7/복합 5.1                        |
| Co2 배출량 (g/km)       | 79                                       | 92                                       | 26                                                |

### 더 뉴 니로(2019년3월~2021년12월)
2019년 3월 공개되었다.

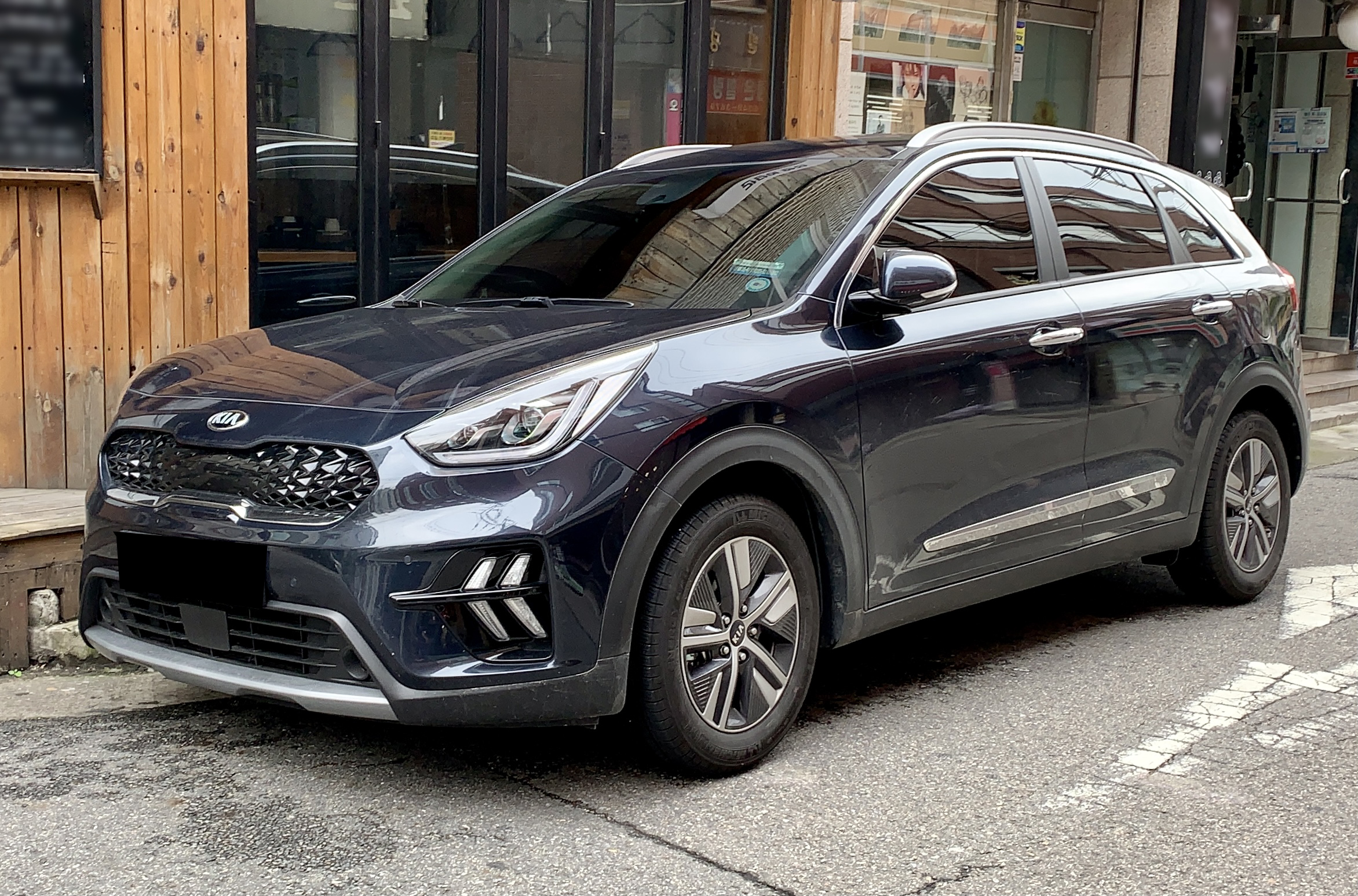
기아 더 뉴 니로 정측면

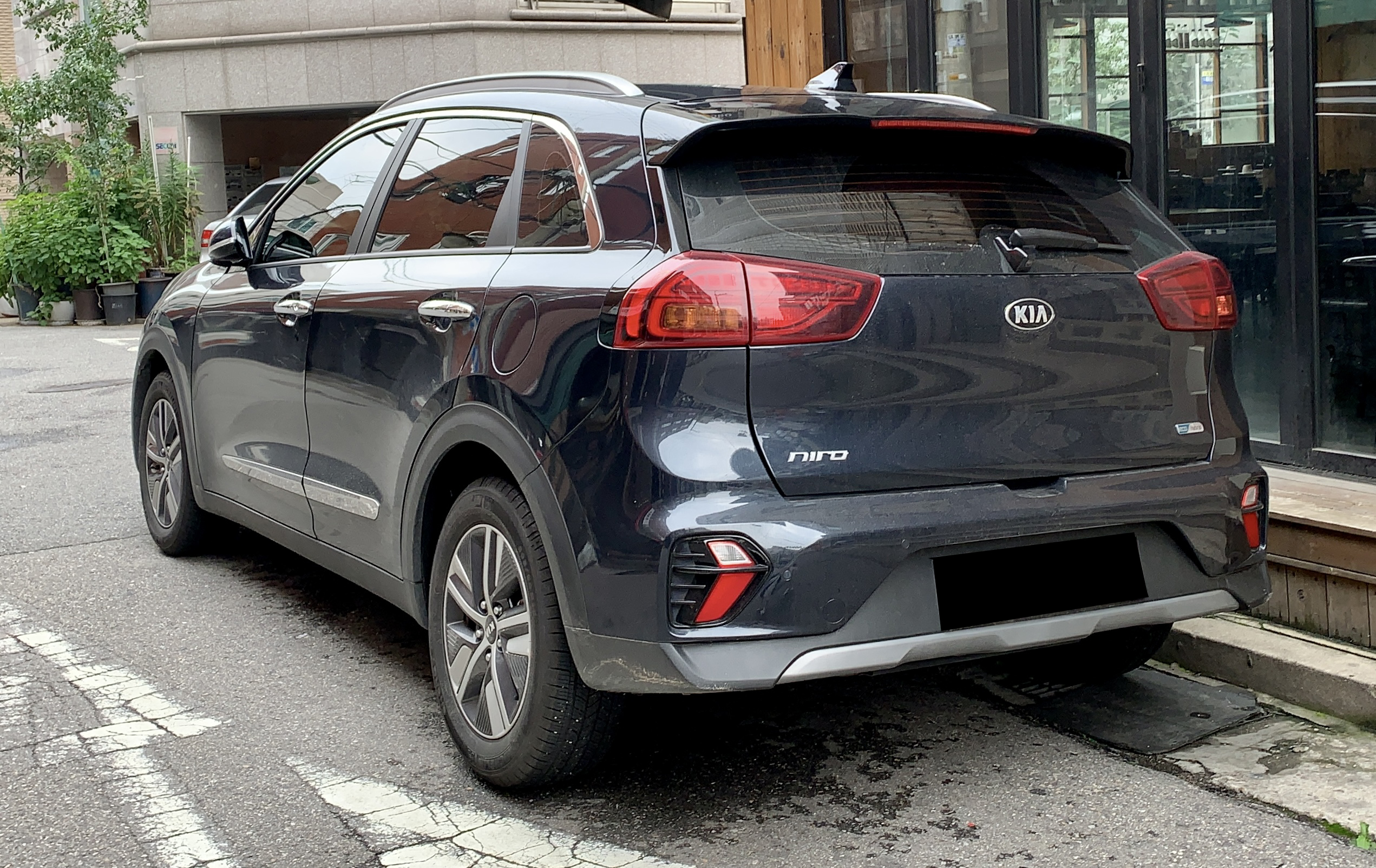
기아 더 뉴 니로 후측면

2세대의 출시를 앞두고 2021년 11월~12월에 걸쳐 단산됐다. 다만 기아에서 1세대 니로의 플랫폼으로 전기택시 전용 모델인 니로 플러스를 개발하기로 결정함에 따라, 당분간 1세대 니로의 플랫폼이 사용된다.
| 구분                    | 하이브리드 1.6ℓ 카파 GDI (16인치 타이어) | 하이브리드 1.6ℓ 카파 GDI (18인치 타이어) | 플러그인 하이브리드 1.6ℓ 카파 GDI (16인치 타이어) |
| ----------------------- | ---------------------------------------- | ---------------------------------------- | ------------------------------------------------- |
| 전장 (mm)               | 4,355                                    | 4,355                                    | 4,355                                             |
| 전폭 (mm)               | 1,805                                    | 1,805                                    | 1,805                                             |
| 전고 (mm)               | 1,545                                    | 1,545                                    | 1,545                                             |
| 축거 (mm)               | 2,700                                    | 2,700                                    | 2,700                                             |
| 윤거 (전, mm)           | 1,565                                    | 1,555                                    | 1,565                                             |
| 윤거 (후, mm)           | 1,579                                    | 1,569                                    | 1,579                                             |
| 승차 정원               | 5명                                      | 5명                                      | 5명                                               |
| 변속기                  | DCT 6단                                  | DCT 6단                                  | DCT 6단                                           |
| 서스펜션 (전/후)        | 맥퍼슨 스트럿/멀티 링크                  | 맥퍼슨 스트럿/멀티 링크                  | 맥퍼슨 스트럿/멀티 링크                           |
| 구동 형식               | 전륜구동                                 | 전륜구동                                 | 전륜구동                                          |
| 엔진 형식               | G4LE                                     | G4LE                                     | G4LE                                              |
| 연료                    | 가솔린+전기                              | 가솔린+전기                              | 가솔린+전기                                       |
| 배기량 (cc)             | 1,580                                    | 1,580                                    | 1,580                                             |
| 최고 출력 (ps/rpm)      | 105/5,700                                | 105/5,700                                | 105/5,700                                         |
| 최대 토크 (kg*m/rpm)    | 15.0/4,000                               | 15.0/4,000                               | 15.0/4,000                                        |
| 모터 최고 출력 (kW/rpm) | 32(43.5ps)/1,798~2,500                   | 32(43.5ps)/1,798~2,500                   | 44(60.5ps)/1,798~2,500                            |
| 모터 최대 토크 (nm/rpm) | 170(17.3kg*m)/0~1,798                    | 170(17.3kg*m)/0~1,798                    | 170(17.3kg*m)/0~1,798                             |
| 연료 탱크 용량 (ℓ)      | 45                                       | 45                                       | 43                                                |
| 요소수 탱크 용량 (ℓ)    | -                                        | -                                        | -                                                 |
| 공차 중량 (kg)          | 1,425                                    | 1,465                                    | 1,550                                             |
| 연비 (km/ℓ)             | 도심 20.1/고속 18.7/복합 19.5            | 도심 17.7/고속 16.4/복합 17.1            | 도심 19.2/고속 17.8/복합 18.6                     |
| 연비 (km/kWh)           | ―                                        | ―                                        | 도심 5.5/고속 4.7/복합 5.1                        |
| Co2 배출량 (g/km)       | 79                                       | 92                                       | 26                                                |

### 니로 플러스 (2022년5월~2024년10월)

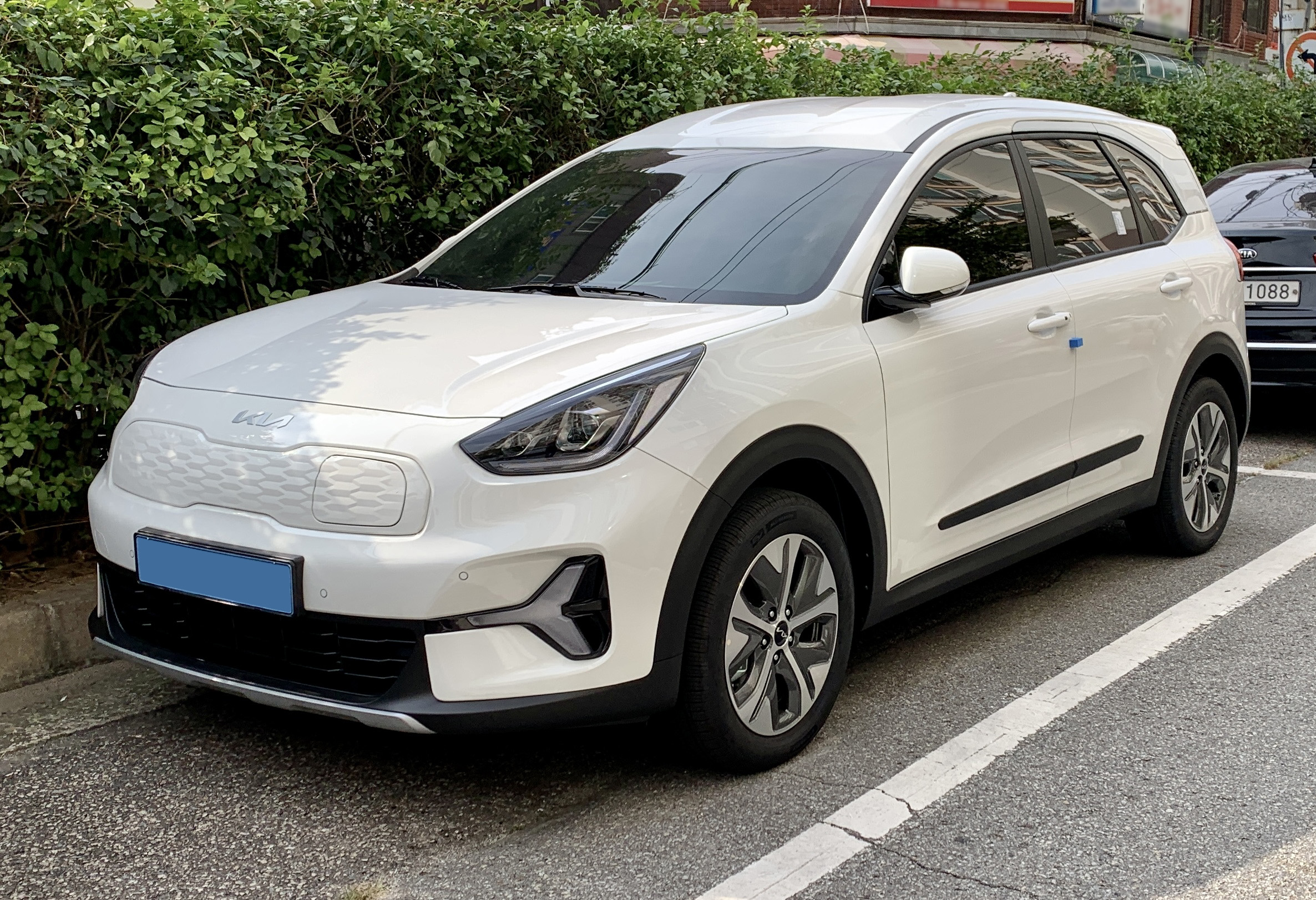
기아 니로 플러스 정측면

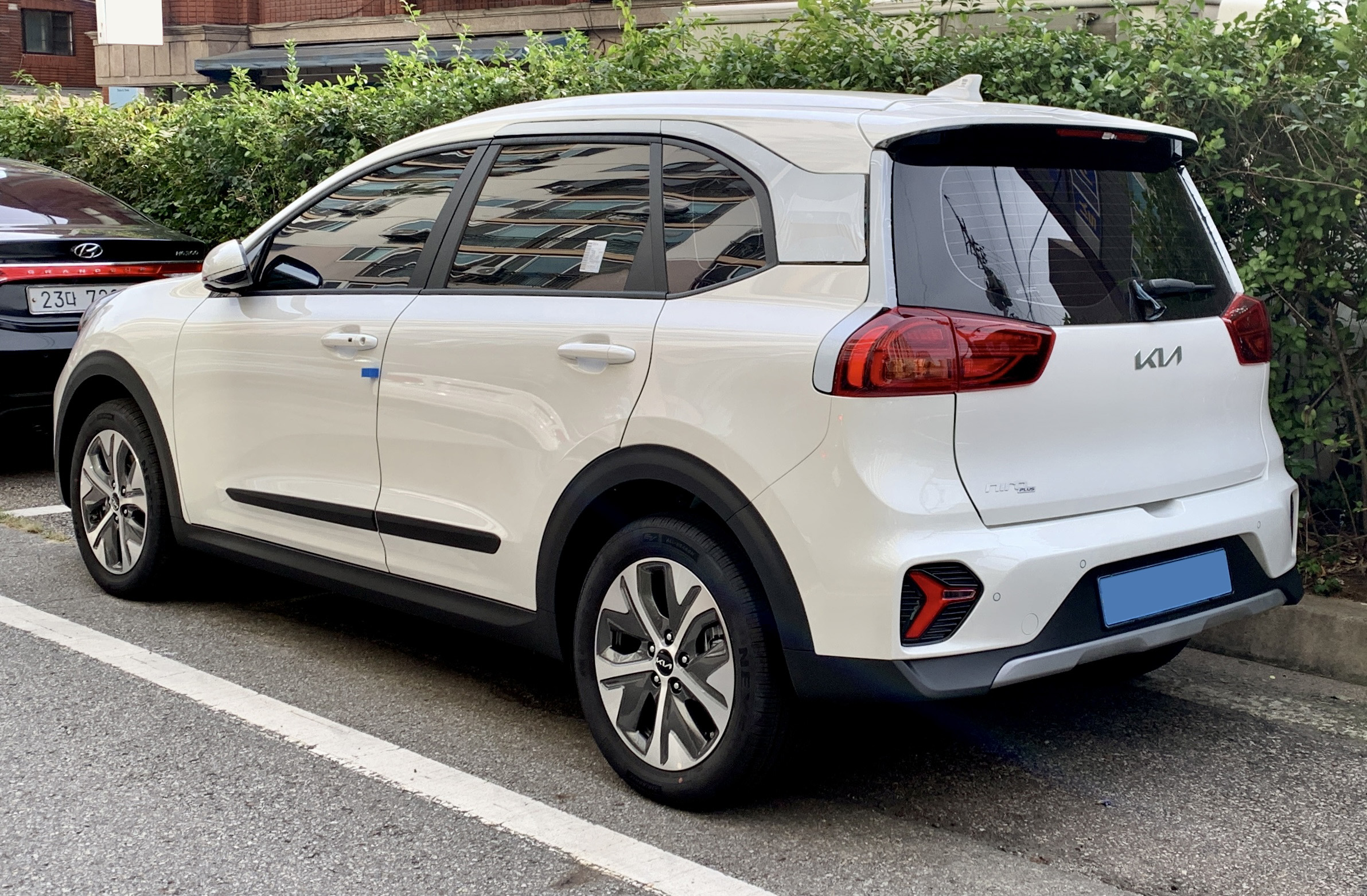
기아 니로 플러스 후측면

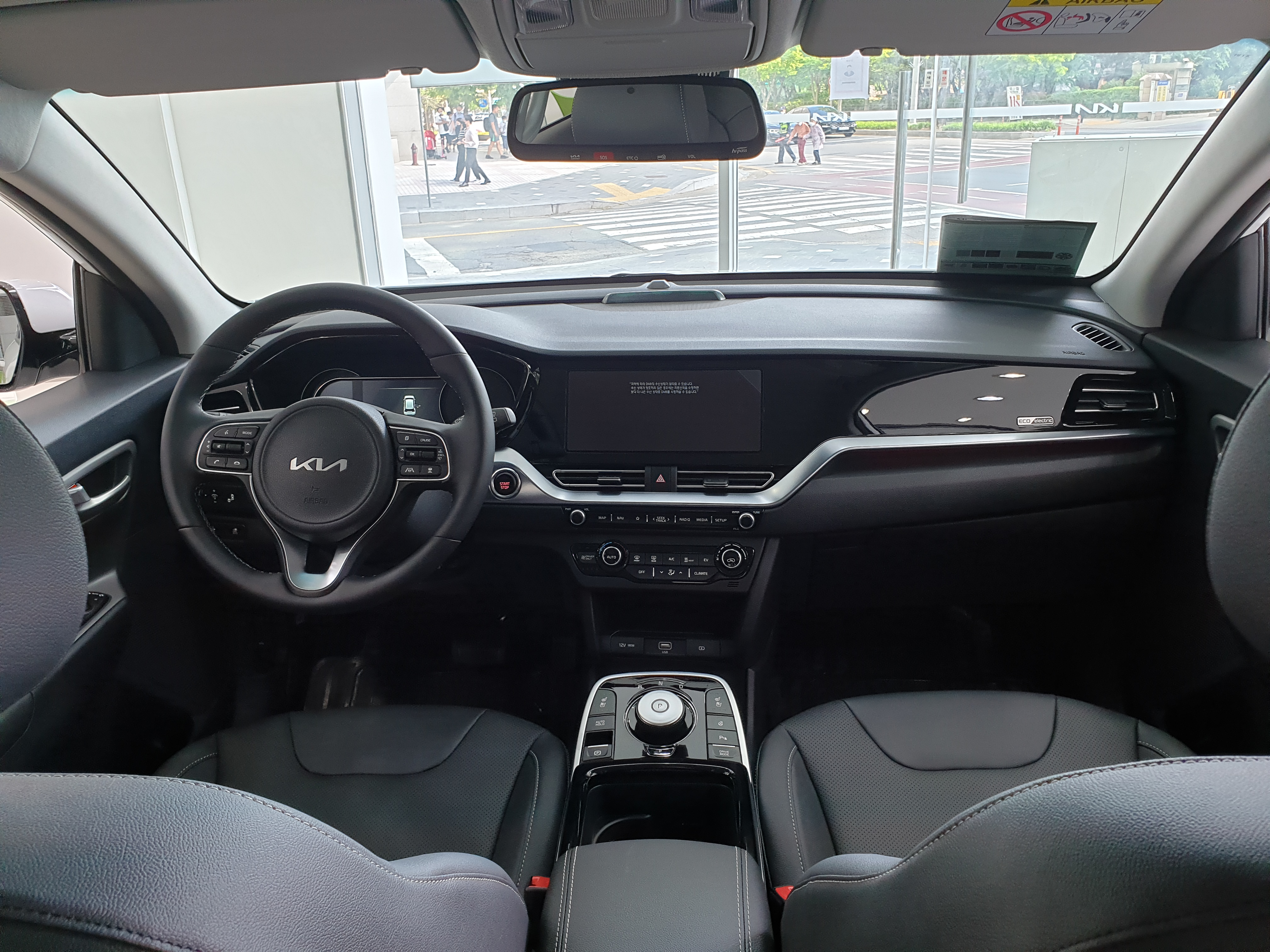
기아 니로 플러스 실내

2022년 4월 27일에 첫 공개한 후 5월 30일 출시됐다. 니로 플러스는 1세대 니로 EV 기반의 파생 PBV 모델로, 동희오토에서 위탁 생산했다. 올인원 디스플레이가 적용된 택시 전용 모델과 개인/법인 모델 2가지 버전으로 구성됐으며, 택시 모델은 2021년 10월에 단종된 K5 2.0 LPG 택시의 자리를 한동안 대체했다. 따라서 플릿 수요를 우선 공략하는 모델이다.
외부는 하이 루프와 리어 글래스가 새로 적용됐고, 전면부 디자인이 소폭 변경되었다. 전고와 전장은 기존 1세대 니로 대비 각각 80mm, 10mm 확장됐다. 실내는 기존과는 다른 새로 디자인된 대시보드를 적용하였다. 루프 라인을 높여서 1열과 2열의 헤드룸을 각각 50mm, 64mm 추가로 확보하고, 센터 콘솔과 2열 도어 트림의 두께를 줄였다. 또한 2열 시트 위치를 조정해 2열 레그룸을 28mm 확장했다.
이외에 택시 모델은 전용 동승석 파워 시트, 리클라이닝 기능을 추가로 적용하고 동승석 헤드레스트 높이를 43mm 낮춰서 적용했다. 올인원 디스플레이에는 디지털 운행기록계, 택시 관련 주요 운전자 관심지점 정보, 시외 자동할증 등의 기능이 추가 적용됐다.
또한 올인원 디스플레이에는 현대자동차그룹의 에어스 컴퍼니에서 개발한 음성기반 서비스 AI 어시스턴트가 최초로 적용됐다. AI 어시스턴트는 내비게이션과 연계해 길 안내 요청 시 목적지 도착 후 예상 배터리 잔량을 알려주며, 예상 배터리 잔량이 부족할 경우 충전소를 경유하는 경로를 운전자에게 제안한다.
EV 캐즘의 여파로 2024년 하반기에 단산됐다. 기아에서는 2025년에 내놓을 PBV인 PV5에 택시 사양을 추가하기로 했다.
| 구분                         | The Kia Niro Plus |
| ---------------------------- | ----------------- |
| 전장 (mm)                    | 4,385             |
| 전폭 (mm)                    | 1,805             |
| 전고 (mm)                    | 1,640             |
| 축거 (mm)                    | 2,700             |
| 윤거 (전, mm)                | 1,562             |
| 윤거 (후, mm)                | 1,572             |
| 배터리 용량 (kWh)            | 64                |
| 모터 최고 출력 (kW)          | 150               |
| 모터 최대 토크 (Nm)          | 395               |
| 적용 타이어 (인치)           | 17                |
| 복합 전비 (km/kWh)           | 5.3               |
| 1회 충전 복합 거리 (km)      | 392               |
| 축전지 정격전압(V) /용량(Ah) | 356 / 180         |
| 공차 중량 (kg)               | 1,760             |

## 2세대(SG2)

### 디 올 뉴 니로 (2022년1월~2026년4월)

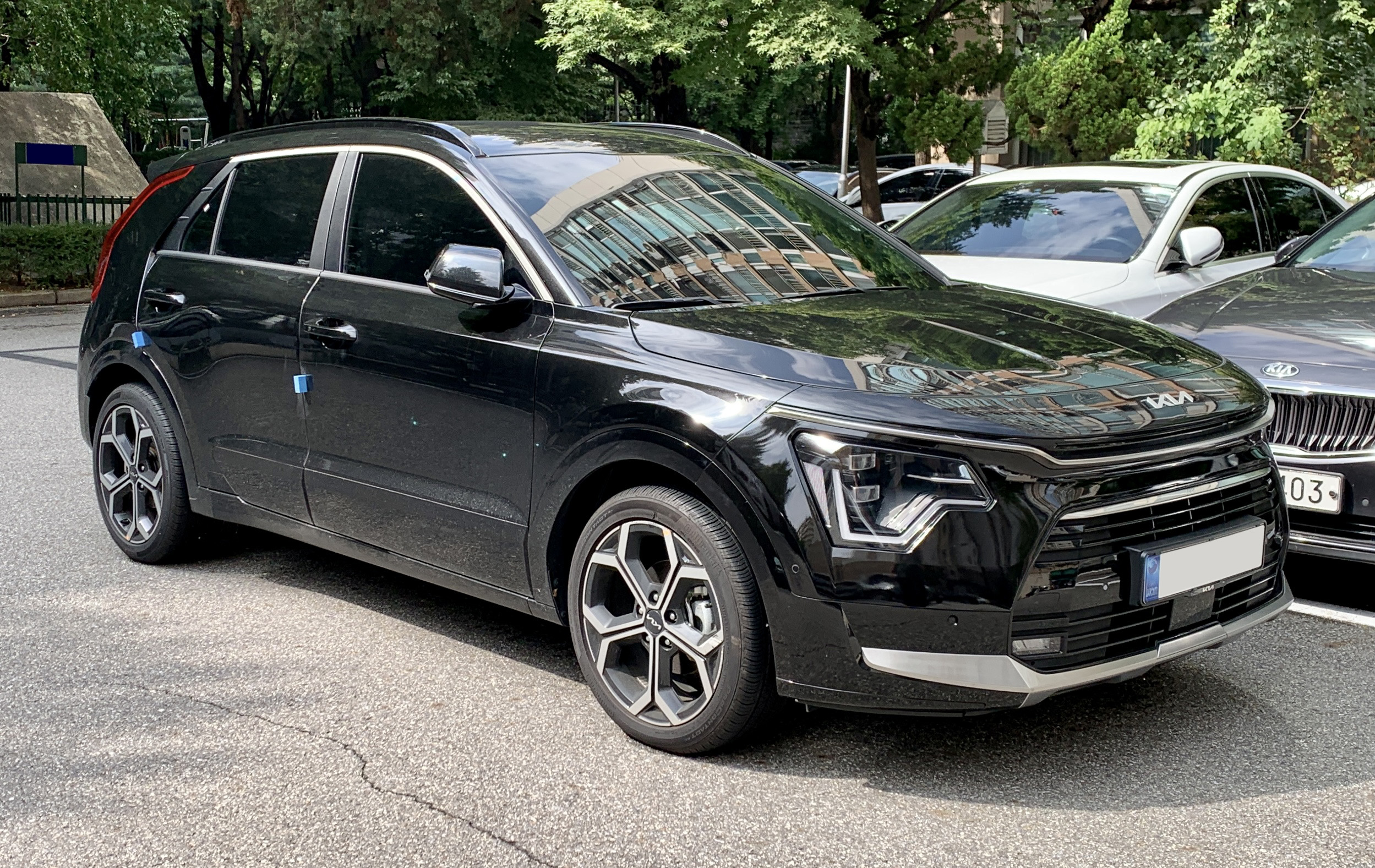
기아 디 올 뉴 니로 정측면

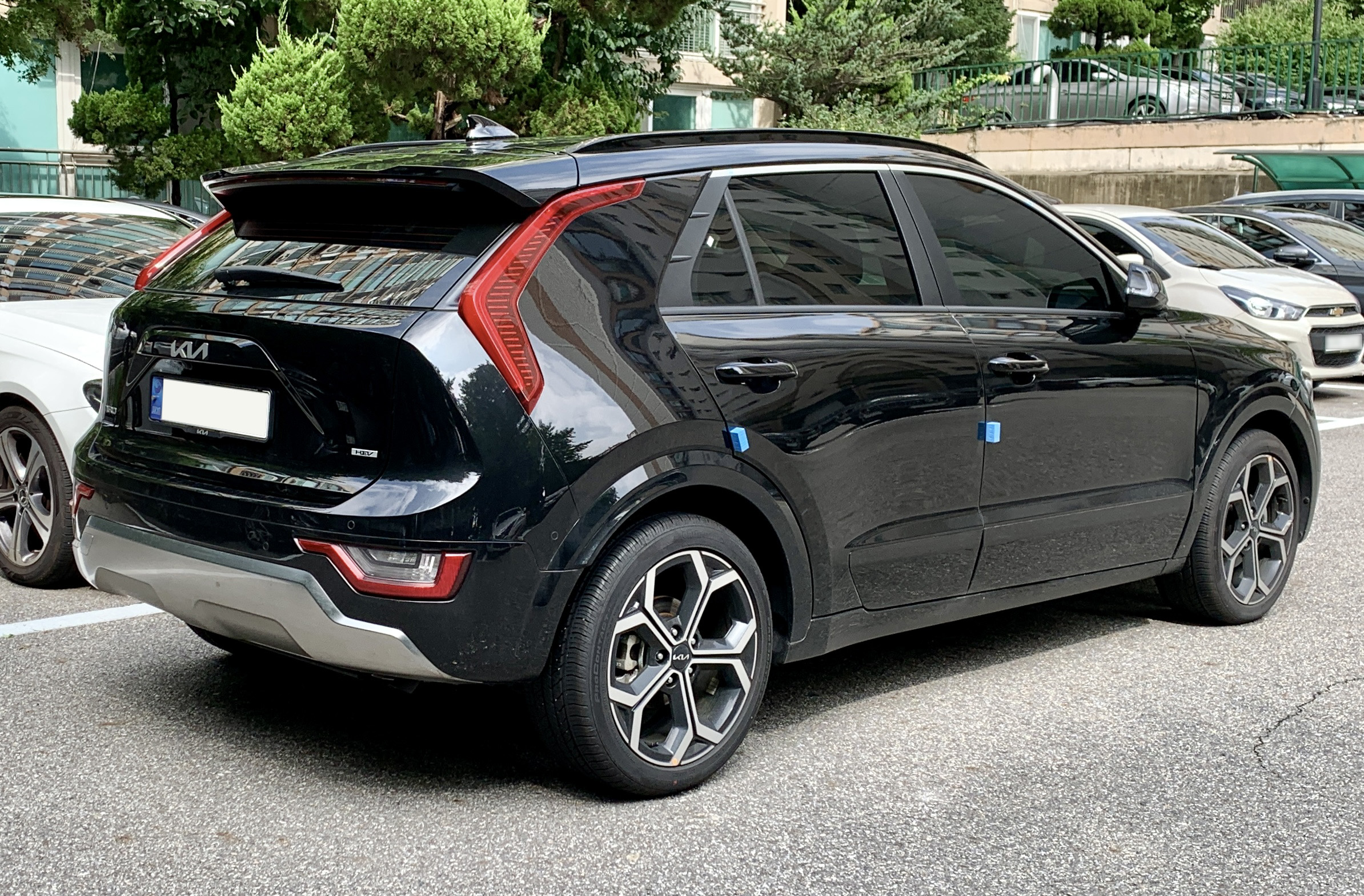
기아 디 올 뉴 니로 후측면

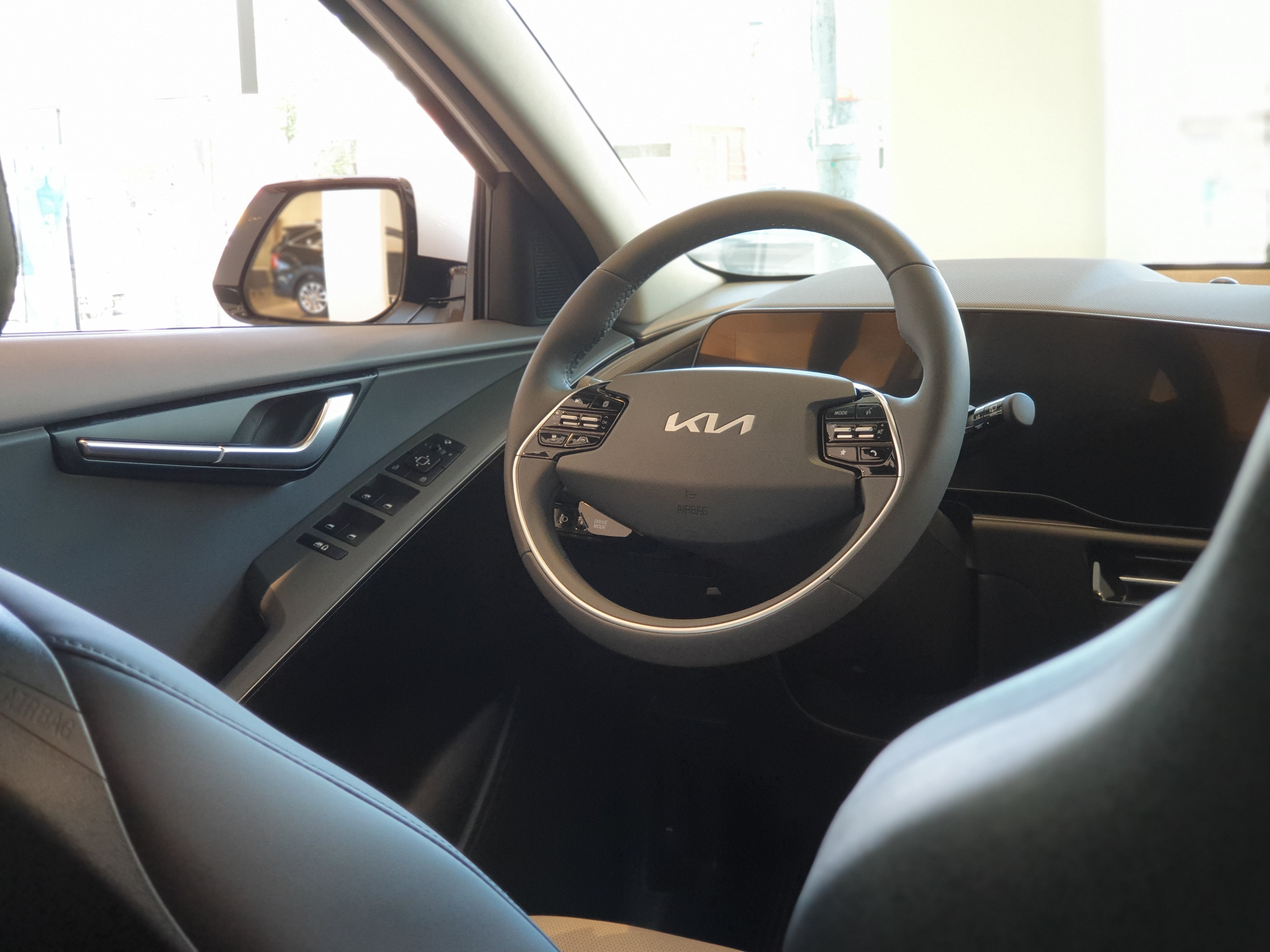
기아 디 올 뉴 니로 실내

2021년 11월 22일에 티저 이미지를 공개한 후, 11월 25일에 열린 2021 서울 모빌리티쇼의 프레스데이에서 공개됐다. 2016년 1세대의 출시 이후 5년 만에 풀 모델 체인지했다. 하이브리드 모델과 EV 모델이 공개되었으며, EV의 충전구는 1세대처럼 앞쪽에 있다. 105마력 카파 1.6리터 가솔린 엔진은 개선형인 스마트스트림 G 1.6 하이브리드(G4LL)로 바뀌었다. 전면부는 타이거 페이스 디자인을 후드에서 펜더까지 확장시켜 적용했다. 심장 박동을 형상화한 LED 주간주행등을 적용했으며, 휠 아치를 통해 전면과 측면을 시각적으로 연결하는 클래딩으로 디자인했다. 측면부는 부메랑 모양의 LED 리어 콤비네이션 램프와 통합된 C필러가 적용됐으며, C필러의 색상을 차체 색깔과 다르게 해 포인트를 주었다. 후면부는 수직 형태의 LED 리어 콤비네이션 램프를 적용했다.
실내는 슬림한 대시보드와 도어를 연결하는 대각선의 조형으로 구성됐다. 대시보드에서 도어트림으로 이어지는 대각선 사이에 와이드한 디스플레이를 배치했다. 또한, 엠비언트 라이트, 인포테인먼트/공조 전환 조작계, 친환경 CMF를 적용했다. 차량 천장에 재활용 섬유를, 도어 판넬에 벤젠, 톨루엔, 자일렌이 첨가되지 않은 수성 친환경 페인트를 사용했으며, 바이오 인조가죽 시트는 코알라의 먹이로 알려진 유칼립투스 나뭇잎에서 추출한 원료로 만든 섬유를 활용했다. 색상은 차콜 컬러와 페트롤 차콜 컬러를 적용했다.
외장 컬러는 시티스케이프 그린, 스노우 화이트 펄, 오로라 블랙 펄, 미네랄 블루, 인터스텔라 그레이, 런웨이 레드, 스틸 그레이 총 7가지이며, 내장 컬러는 차콜, 미디움 그레이, 페트롤 등 총 3가지 컬러이다.
플러그인 하이브리드는 내수에서 판매하지 않고, 전량 수출한다.
2022년 1월 18일에 가솔린 하이브리드의 주요 사양 및 가격을 공개하며 사전계약을 시작했다. 사전계약 기간인 4일 동안 약 17,600대가 계약됐다. 2022년 1월 25일에 정식 출시됐으며, 이와 함께 TV 캠페인 영상 총 2편(훈이의 내일, 모두의 그린존)이 제작됐다. 연비 및 실내 공간 활용성, 그린존 드라이브 모드 2세대 등으로 구성되었다.
2025년 5월 2일, 니로 하이브리드의 신규트림인 '베스트 셀렉션'이 출시됐다. 전방 충돌방지 보조, 스마트 크루즈 컨트롤(정차 및 재출발 기능 포함), 후측방 충돌방지 보조(전진 출차), 후방 교차 충돌방지 보조, 안전 하차 보조, 전자식 차일드락 등이 적용됐다.

The 2025 니로의 트림별 판매 가격은 하이브리드 트렌디 2,787만 원/프레스티지 3,098만 원/베스트 셀렉션 3,206만 원/시그니처 3,497만 원이다. EV는 에어 4,855만 원/어스 5,120만 원이다. 정부나 지자체 보조금을 받으면 니로 EV 에어 트림의 경우 4천 초반대로 예상 된다.

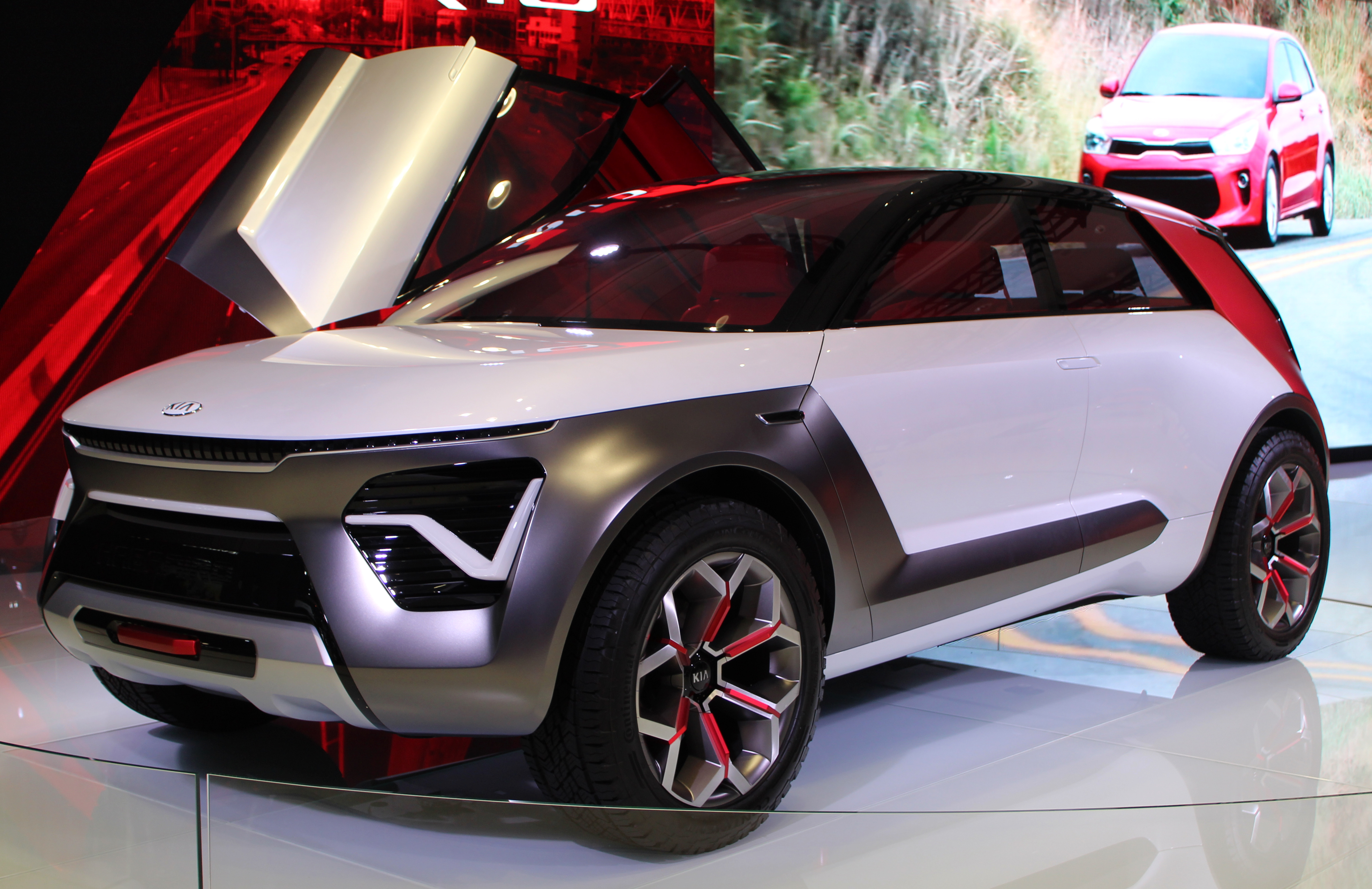
기아 하바니로 컨셉트 정측면
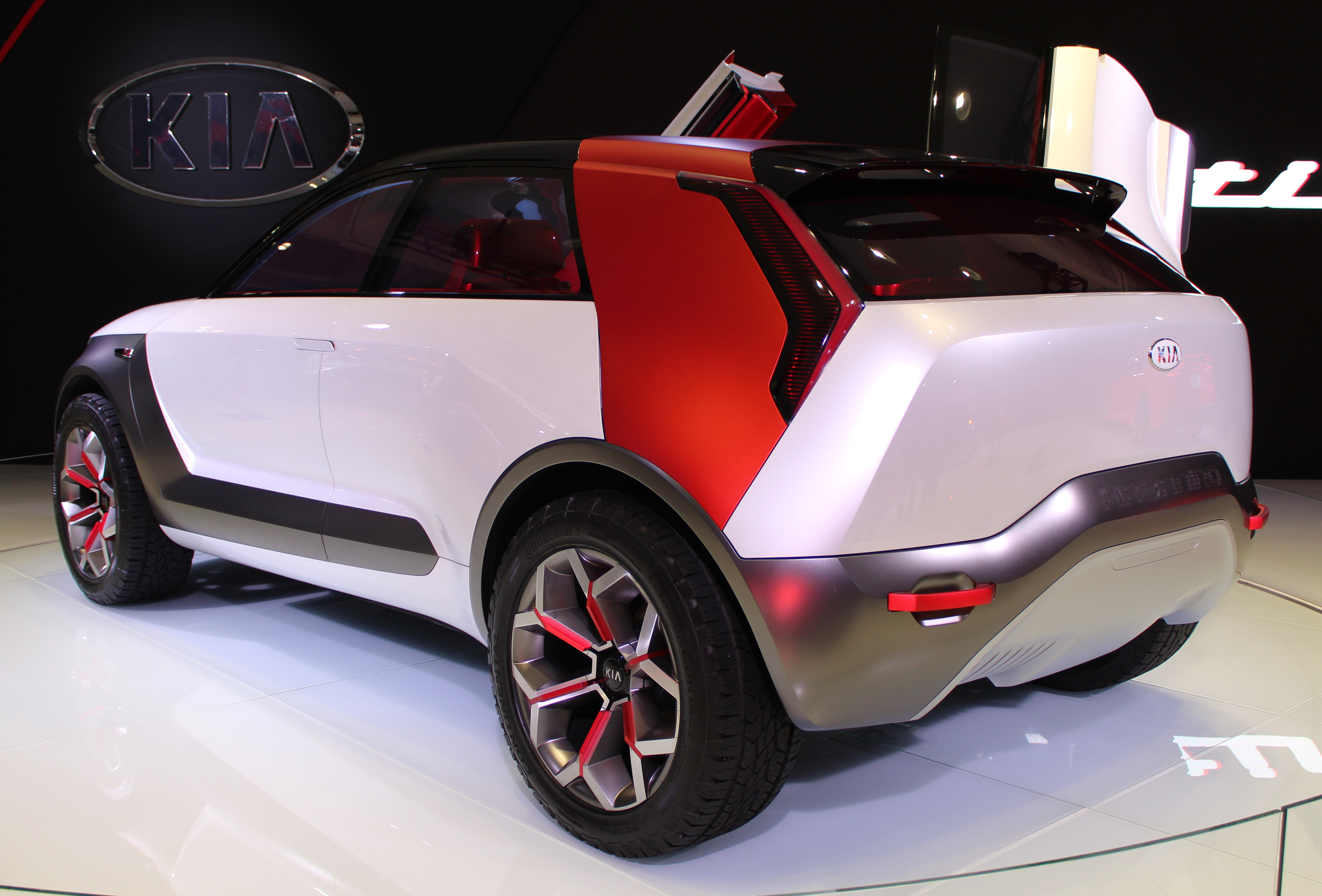
기아 하바니로 컨셉트 후측면

| 구분                    | 디 올 뉴 니로 스마트스트림 G1.6 하이브리드 16인치 | 디 올 뉴 니로 스마트스트림 G1.6 하이브리드 16인치 (빌트인캠) | 디 올 뉴 니로 스마트스트림 G1.6 하이브리드 18인치 | 디 올 뉴 니로 스마트스트림 G1.6 하이브리드 18인치 (빌트인캠) |
| ----------------------- | ------------------------------------------------- | ------------------------------------------------------------ | ------------------------------------------------- | ------------------------------------------------------------ |
| 전장 (mm)               | 4,420                                             | 4,420                                                        | 4,420                                             | 4,420                                                        |
| 전폭 (mm)               | 1,825                                             | 1,825                                                        | 1,825                                             | 1,825                                                        |
| 전고 (mm)               | 1,545                                             | 1,545                                                        | 1,545                                             | 1,545                                                        |
| 축거 (mm)               | 2,720                                             | 2,720                                                        | 2,720                                             | 2,720                                                        |
| 윤거 전 (mm)            | 1,585(16인치 타이어) / 1,573(18인치 타이어)       | 1,585(16인치 타이어) / 1,573(18인치 타이어)                  | 1,585(16인치 타이어) / 1,573(18인치 타이어)       | 1,585(16인치 타이어) / 1,573(18인치 타이어)                  |
| 윤거 후 (mm)            | 1,596(16인치 타이어) / 1,585(18인치 타이어)       | 1,596(16인치 타이어) / 1,585(18인치 타이어)                  | 1,596(16인치 타이어) / 1,585(18인치 타이어)       | 1,596(16인치 타이어) / 1,585(18인치 타이어)                  |
| 엔진형식                | G4LL                                              | G4LL                                                         | G4LL                                              | G4LL                                                         |
| 변속기                  | 6단 DCT                                           | 6단 DCT                                                      | 6단 DCT                                           | 6단 DCT                                                      |
| 배기량 (cc)             | 1,580                                             | 1,580                                                        | 1,580                                             | 1,580                                                        |
| 복합연비 (km/ℓ)         | 20.8                                              | 20.5                                                         | 19.1                                              | 18.8                                                         |
| 고속도로 연비 (km/ℓ)    | 19.6                                              | 19.5                                                         | 18.1                                              | 17.7                                                         |
| 도심연비 (km/ℓ)         | 21.9                                              | 21.4                                                         | 20                                                | 19.8                                                         |
| 복합CO₂ 배출량 (g/km)   | 75                                                | 76                                                           | 82                                                | 84                                                           |
| 최고 출력 (ps / rpm)    | 105 / 5,700                                       | 105 / 5,700                                                  | 105 / 5,700                                       | 105 / 5,700                                                  |
| 최대 토크 (kgf•m / rpm) | 14.7 / 4,000                                      | 14.7 / 4,000                                                 | 14.7 / 4,000                                      | 14.7 / 4,000                                                 |
| 모터 최고 출력 (kW)     | 32                                                | 32                                                           | 32                                                | 32                                                           |
| 모터 최대 토크 (N∙m)    | 170                                               | 170                                                          | 170                                               | 170                                                          |
| 시스템 최고 출력 (ps)   | 141                                               | 141                                                          | 141                                               | 141                                                          |
| 브레이크 (전 / 후)      | 벤탈레이티드 디스크 / 디스크                      | 벤탈레이티드 디스크 / 디스크                                 | 벤탈레이티드 디스크 / 디스크                      | 벤탈레이티드 디스크 / 디스크                                 |
| 서스펜션 (전 / 후)      | 맥퍼슨 스트럿 / 멀티링크                          | 맥퍼슨 스트럿 / 멀티링크                                     | 맥퍼슨 스트럿 / 멀티링크                          | 맥퍼슨 스트럿 / 멀티링크                                     |

### 니로 EV (2022년4월~2026년4월)

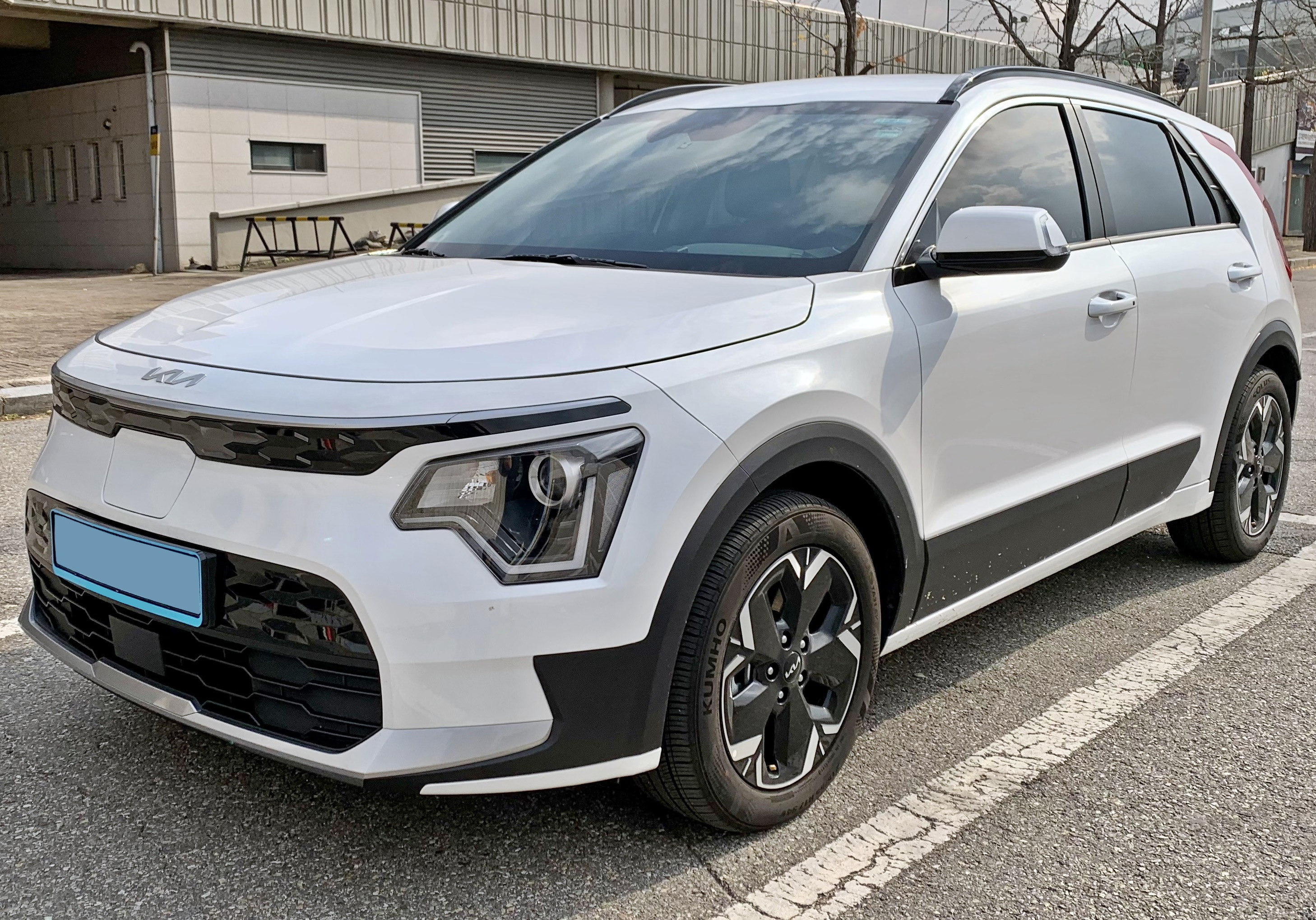
니로 EV 정측면

2022년 5월 3일에 첫 공개하고, 사전 계약을 받기 시작했다. 차량 전면부에는 중앙의 히든 타입 충전구와 그릴 내부에 육각형의 입체 패턴이 적용됐다. 후면은 리어 범퍼에 스키드 플레이트가 적용됐으며, EV 전용 17인치 전면가공 휠과 에어로 C필러에 에어커튼 홀이 적용됐다. 또한, 니로 EV는 64.8kWh 고전압 배터리와 스마트 회생제동 시스템 2.0, 히트펌프와 배터리 히팅 시스템이 적용됐으며, 1회 충전 후 항속거리는 1세대보다 16km 늘어난 401km로 인증받았다. 또한, 배터리 컨디셔닝 기능이 적용되어 외부 환경에 따른 배터리 온도가 자동 조절된다. EV6에 장착된 V2L 기능도 적용된다.

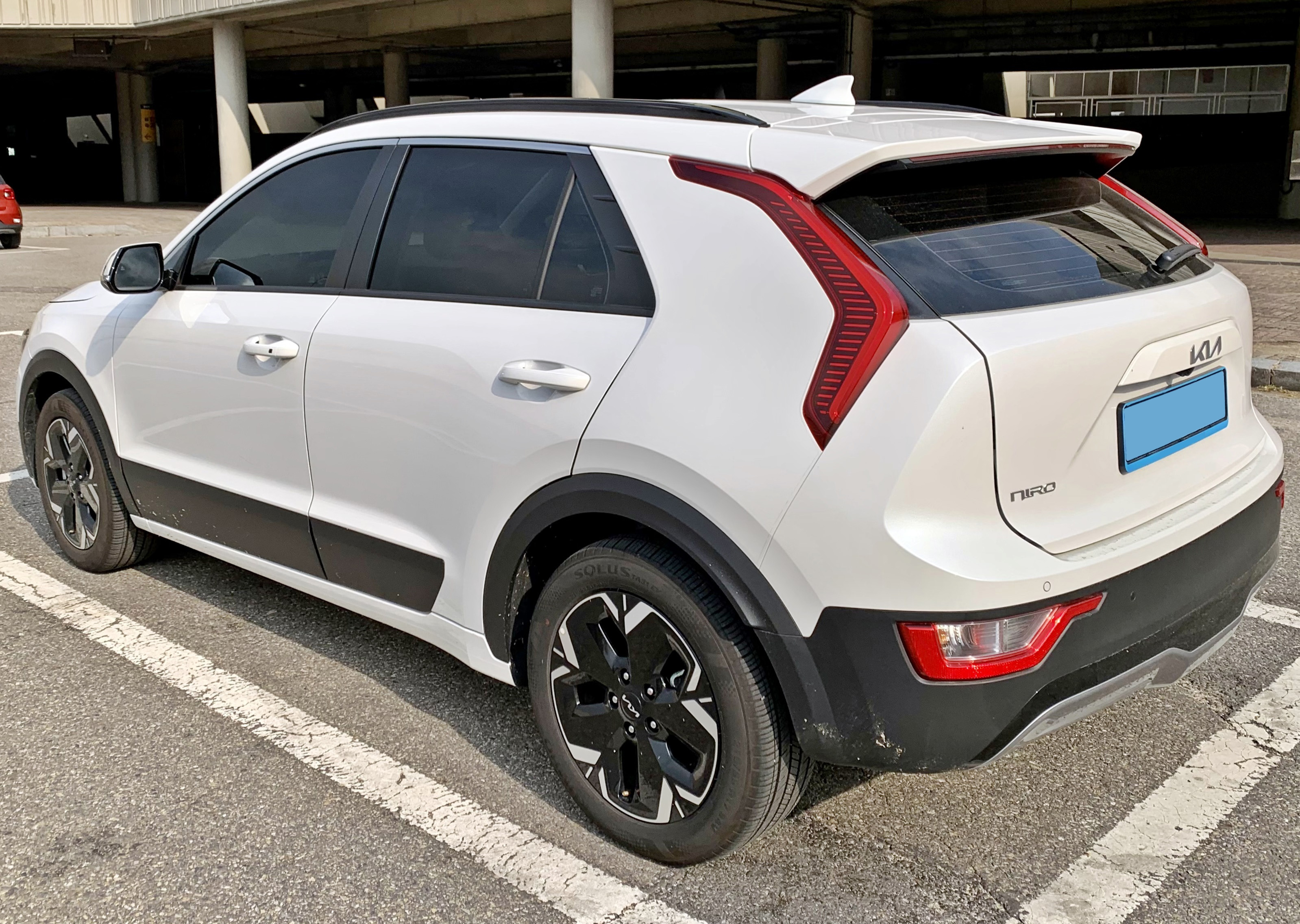
니로 EV 후측면

외장 컬러는 스노우 화이트 펄, 오로라 블랙 펄, 미네랄 블루, 인터스텔라 그레이, 런웨이 레드, 스틸 그레이, 시티 스케이프 그린 등 총 7종으로 구성됐다. 내장 컬러는 차콜, 페트롤, 니로 EV 전용 라이트 그레이 투톤 등 총 3종으로 구성됐다.
1세대 니로 EV가 니로 플러스로 약간의 모델 체인지를 거친 후 택시용으로 병행 판매했지만, 2세대 니로 EV도 전기택시로 이용되고 있다.
하지만 중국 CATL의 충전지를 장착한 것으로 알려져 논란이 일고 있다. 이후에도 CATL은 코나 일렉트릭과 PV5 등에 충전지를 공급하고 있다.
독일 시장에서는 2024년 11월에 단종하고, EV3에 넘겼다.

## 각종 미디어에서의 등장

### 만화에서의 등장
- 애슬론 또봇 - 애슬론 장고 (1세대 모델)

## 수상 내역
- 미국 카 앤 드라이버 <2025 에디터스 초이스 어워즈> - '서브 콤팩트 SUV' 부문 (니로 하이브리드)

## 경쟁 차종
- 현대자동차 - 코나, ix25
- 기아자동차 - 쏘울, 스토닉
- 쉐보레 - 트랙스
- 쌍용자동차 - 티볼리
- 르노코리아자동차 - XM3
- 오펠 - 모카, 크로스랜드 X
- 뷰익 - 앙코르
- 폭스바겐 - 티크로스, 티록
- 세아트 - 아로나
- 스코다 - 예티
- 지프 - 레니게이드
- 포드 - 에코스포츠
- 시트로엥 - C3 에어크로스, C4 칵투스
- 푸조 - 2008
- 르노 - 캡쳐
- 닛산 - 쥬크
- 혼다 - HR-V
- 피아트 - 500X
- 마쓰다 - CX-3, CX-4
- 토요타 - C-HR, 러쉬